# Юрка — сын командира
«Юрка — сын командира» — советский драматический фильм 1984 года режиссёра Николая Лукьянова, снятый на киностудии «Беларусьфильм».
Премьера состоялась 14 июня 1985 года.

## Сюжет
Семилетний мальчик Юрка приезжает на пограничную заставу в Белоруссию, где его отец назначен командиром. Он знакомится с ефрейтором Шахназаровым и начинает проводить время вместе с ним, учась всем обязанностям и тренировкам пограничников. Однажды Шахназаров получает серьезное ранение и оказывается в больнице, вызывая беспокойство у Юрки. После выздоровления Шахназаров увольняется и уезжает на Урал, но перед отъездом он даёт Юрке советы о том, как вести себя как настоящий мужчина и солдат.

## Роли исполняют
- Олег Полушкин — Юрка
- Андрей Анкудинов — Шахназаров
- Евгений Никитин — капитан Яцкевич
- Светлана Михалькова — мама
- Оля Ероховец — Оля
- Юрий Казючиц — лейтенант Петров
- Раиса Астрединова — жена Петрова
- Кеша Сичкарь — Витя Петров
- Владимир Трещалов — дядя Володя, прапорщик
- Иосиф Джачвлиани — Баградзе
- Алексей Колокольцев — Ваня Чиж
- Дмитрий Иосифов — Сивовол
- Наталья Волчек — Таня
- Олег Корчиков — дядя Миша
- Юрий Ступаков — полковник

### В эпизодах
- Тамара Волчецкая
- Сергей Иванов — врач
- А. Камелев
- А. Ковальчук
- Александр Станилевич
- Анатолий Чарноцкий — Иван Сергеевич Волошин, полковник
- Серёжа Леонович — близнец
- Стас Леонович — близнец

## Съёмочная группа
- Авторы сценария: Сергей Бодров, Николай Круговых
- Режиссёр-постановщик: Николай Лукьянов
- Оператор-постановщик: Анатолий Клейменов
- Художник-постановщик: Владимир Гавриков
- Композитор: Владимир Солтан
- Звукооператор: Владимир Устименко
- Режиссёр: Н. Ключникова
- Оператор: Владимир Костарев
- Художник по костюмам: Т. Федосеенко
- Гримёр: Т. Кавецкая
- Монтажёр: В. Хантеева
- Ассистенты:
  - режиссёра: Н. Байковская, И. Четверенко
  - оператора: С. Горчаков, В. Закатов
- Художник-фотограф: Л. Краваев
- Мастер по свету: В. Шаблинский
- Главный военный консультант: Г. Веселов
- Консультант: Г. Прожеев
- Редактор: В. Гончарова
- Административная группа: Татьяна Зенькович, Е. Лившиц
- Директор картины: Виктор Поршнев
- Симфонический оркестр белорусского телевидения и радио, дирижёр Борис Райский

## Фестивали
- 1985 — Всесоюзный кинофестиваль (Минск) — Приз Республиканского совета Всесоюзной пионерской организации им. В. И. Ленина